# Classe Murakumo
Pour les articles homonymes, voir Murakumo (homonymie).
La classe Murakumo (叢雲型駆逐艦, Murakumogata kuchikukan) est une classe de six destroyers construits pour la Marine impériale japonaise par John I. Thornycroft & Company au Royaume-Uni.

Elle est aussi connue comme classe Shinonome (東雲型駆逐艦, Shinonomegata kuchikukan).

## Contexte
Durant la Première Guerre sino-japonaise (1894-1895) , la marine japonaise s'est rendu compte de l'efficacité au combat des petits et rapides navires lance-torpilles contre de plus grands mais lents navires, équipés d'une artillerie navale peu précise et lente au rechargement.
Les navires de 3e classe Ikazuchi ont été la deuxième série de destroyers achetés par la Marine impériale japonaise, presque simultanément la première série de classe Ikazuchi. Quatre ont été commandés au titre du budget de l'exercice 1896, et deux autres dans le cadre du budget de 1897. Tous ont été commandés aux chantiers navals Thornycroft & Co. à Chiswick, proche de Londres.

## Conception
La conception des destroyers de classe Murakumo a été basée sur les deux cheminées de la Classe D (1913) de la Royal Navy. Ils sont un petit peu plus petits que ceux de classe IKazuchi mais avec le même armement.
Tous les navires avaient un pont type flush deck ou en dos de tortue (turtleback) permettant au gaillard d'avant d'être protéger des éclaboussure des vagues. Le pont avant et la plate-forme d'artillerie sont peu élevés au-dessus de l'arc.
Les navires ont été alimentés par des moteurs à vapeur à triples extension avec des chaudières à tubes d'eau. Le canon de 76 mm est monté dans un " kiosque à musique " sur le gaillard d'avant, les cinq canons Hotchkiss de 57 mm étaient répartis (deux devant la tourelle de commandement, deux entre les entonnoirs et un sur le gaillard d'arrière avec les deux tubes simples pour les torpilles).

## Service
Les six destroyers de classe Murakumo sont arrivés au Japon à temps pour que le Kagero participe à la Quatrième bataille des forts de Taku en juin 1900 et qu'ils soient utilisés au cours de la guerre russo-japonaise de 1904-1905. Ils ont participé à la bataille de la mer Jaune et à l'ultime bataille de Tsushima.
Ils ont été reclassés comme destroyers de troisième classe, à partir du 28 août 1912, et retirés du service de combat en première ligne.
Le Shinonome a été perdu le 6 août 1913 lors d'un cyclone tropical au large de Taiwan.
Les cinq navires en service ont été utilisés au combat au début de la Première Guerre mondiale au siège de Tsingtao et de l'invasion des possessions coloniales allemandes en Océanie.
Après la fin de la guerre, les Murakumo et Yugiri ont été démilitarisés pour servir de dragueurs de mines auxiliaires puis de navires-dépôts entre 1919 et 1920. En 1923, les Shiranui, Kagero et Usugumo ont subi le même sort. Tous les navires ont été retirés du service en 1925 pour être détruits.

## Les unités
| Nom       | Quille             | Lancement        | Service          | Fin de carrière |
| --------- | ------------------ | ---------------- | ---------------- | --------------- |
| Murakumo  | 1er octobre 1897   | 16 novembre 1898 | 29 décembre 1898 | sabordé en 1925 |
| Shinonome | 1er novembre 1897  | 28 janvier 1899  | 25 avril 1899    | détruit en 1910 |
| Yugiri    | 1er novembre 1897  | 26 janvier 1899  | 10 mars 1899     | détruit en 1922 |
| Shiranui  | 1er janvier 1898   | 15 mars 1899     | 13 mai 1899      | détruit en 1925 |
| Kagero    | 1er août 1898      | 21 octobre 1899  | 31 octobre 1899  | détruit en 1925 |
| Usugumo   | 1er septembre 1898 | 16 janvier 1900  | 1er février 1900 | sabordé en 1925 |